# Larchmont (New York)
|  | Dieser Artikel wurde aufgrund von inhaltlichen Mängeln auf der Qualitätssicherungsseite des Projektes USA eingetragen. Hilf mit, die Qualität dieses Artikels auf ein akzeptables Niveau zu bringen, und beteilige dich an der Diskussion! Eine nähere Beschreibung der zu behebenden Mängel fehlt. |

Larchmont (deutsch: Lärchenberg) ist eine Kleinstadt im Westchester County im US-Bundesstaat New York. Sie liegt am Long Island Sound nordöstlich von New York City und hat knapp 5900 Einwohner (Stand 2010). Larchmont zählt zu den gehobeneren Wohngegenden im Einzugsgebiet von New York City.

## Geschichte
Die ersten bekannten Siedler im Gebiet des heutigen Larchmont, das 1614 von einem holländischen Seefahrer entdeckt wurde, waren Siwanoy, Indianer aus dem Stamm der Algonquin. Nachdem Anfang des 18. Jahrhunderts das Land zunehmend von Briten und Holländern aufgekauft wurde, lebten um 1720 nur noch wenige Indianer in dem Gebiet.
Im 19. Jahrhundert zogen vornehmlich Quäker aus Neuengland und wohlhabende New Yorker in den Ort, der 1891 zur Gemeinde erhoben wurde.

## Persönlichkeiten
- Alexander Zemlinsky (1871–1942), Komponist und Dirigent
- Anne Coffin Hanson (1921–2004), Kunsthistorikerin
- Dick Smith (1922–2014), Maskenbildner für Spezialeffekte
- Morton Rhue (* 1950), Schriftsteller
- Walton Ford (* 1960), Tiermaler
- Matt Oberg (* 1976), Schauspieler
- Rebecca Moros (* 1985), Fußballspielerin